# Isoplatoides bioculatus
Isoplatoides bioculatus är en stekelart som först beskrevs av Girault 1913.  Isoplatoides bioculatus ingår i släktet Isoplatoides och familjen puppglanssteklar. Inga underarter finns listade i Catalogue of Life.